# Limnonectes arathooni
Limnonectes arathooni es una especie de anfibio anuro de la familia Dicroglossidae.

## Distribución geográfica
Es endémica del sudoeste de Célebes (Indonesia).